# Elliott Yamin
Efraym Elliott Yamin (Los Ángeles, California, 20 de julio de 1978) es un cantante y compositor estadounidense, conocido por su participación en la quinta temporada de American Idol, en la que terminó en tercer lugar después de Taylor Hicks y Katharine McPhee.
Su álbum homónimo, lanzado el 20 de marzo de 2007, debutó en el número uno en el Billboard Independent Albums y en el número tres en el Billboard 200. El álbum fue disco de oro en Estados Unidos en octubre de 2007. Retitulado Wait for You, el álbum fue lanzado en Japón en mayo de 2008 y certificado oro en ese país en septiembre de 2008. 
Yamin también publicó dos colecciones de Navidad: Sounds of the Season: The Elliott Yamin Holiday Collection en octubre de 2007 y My Kind of Holiday en octubre de 2008.
El segundo álbum de Yamin, titulado Fight for Love, fue lanzado el 5 de mayo de 2009. El primer sencillo del álbum, Fight for Love, se estrenó en AOL Music el 13 de febrero de 2009.
Su tercer álbum, "Let's Get to What's Real", fue lanzado en 2012. El primer sencillo fue "3 Words", figuraba como una pista adicional en el álbum.

## Biografía

### Primeros años
Yamin nació en Los Ángeles, California, Es hijo del israelí Saúl Yamin, y de Claudette Goldberg Yamin, judía-estadounidense de ascendencia Ashkenazi (m. 2008). Su familia se trasladó a Richmond, Virginia cuando él tenía 11 años, y sus padres se divorciaron cuando tenía 14 años. Yamin fue a la escuela Tuckahoe Middle School en Richmond, y más tarde, a Douglas Southall Freeman High School.  A los 16 años se detectó que tenía cerca del 90% de sordera en su oído derecho, además de ser diagnosticado con diabetes del tipo I. En el segundo año de secundaria abandonó sus estudios y comenzó a trabajar en una tienda de zapatos y más adelante como vendedor en una farmacia. Aunque Yamin finalmente logró cursar la secundaria, su foco había cambiado para trabajar a tiempo completo en perseguir una carrera en el canto, área en la que encontró varias oportunidades incluyendo trabajo en una estación de radio local bajo el nombre de E-Dobla. Yamin tiene una media hermana por parte de su madre, Jodi Queen, casada y madre de dos hijos, y también un hermano menor, Scott Yamin.
Yamin estaba en Viña Del Mar, Chile, durante el terremoto de magnitud 8.8 el 27 de febrero de 2010.

## American Idol

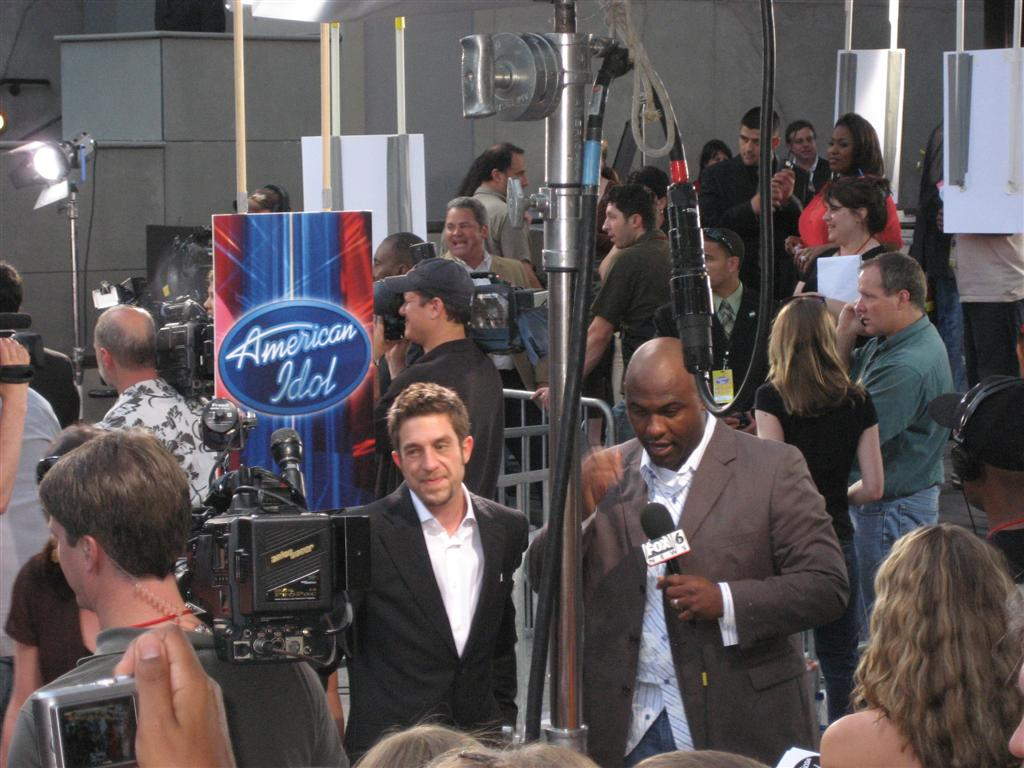
Elliott Yamin, el 24 de mayo de 2006, tras el escenario en American Idol

Yamin audicionó en Boston, Massachusetts, cantando "A Song for You" de Leon Russell, pero su audición no fue transmitida (que más tarde se emitió el 24 de octubre de 2009, como parte del American Idol Rewind - Temporada 5). Él interpretó la canción otra vez delante de los jueces durante las rondas de Hollywood, así como también Bless the Broken Road de Rascal Flatts. Durante las audiciones de grupos, Yamin y su grupo realizaron "It's In Her Kiss" de Betty Everett, a Simon Cowell no le gustó la actuación del grupo, pero Randy Jackson dijo Yamin fue el mejor de su grupo, y Paula Abdul dijo que era una buena cosa que podía ver más allá de dos pies izquierdos, en una forma de decir que no bailaba bien pero que definitivamente podía cantar. Fue enviado a través de los jueces y lo hizo a través de la fase final de la competición.
Durante un ensayo semanal, el entrenador invitado Stevie Wonder dijo que Yamin definitivamente debería seguir una carrera en la música. Simon Cowell declaró que Yamin era "posiblemente el mejor cantante masculino" en cinco temporadas en American Idol, y después de su presentación de "A Song for You", declaró que era un "masterclass vocal". Su interpretación de "A Song for You" ocupó el tercer lugar en la lista del Entertainment Weekly de las 16 mejores presentaciones en la historia de American Idol.
El 10 de mayo de 2006, los resultados muestran a Yamin, Taylor Hicks y Katharine McPhee como los tres finalistas. Los tres regresaron a sus respectivos lugares de origen para un día de festividades en su honor. La visita de regreso a casa de Yamin incluyó entrevistas en radio y televisión, interpretar "Home" para más de 4.000 fanes, ser coronado por el alcalde Douglas Wilder presentando la llave de la ciudad, y conocer el gobernador Tim Kaine, a quien Yamin saludó con un abrazo.
Yamin fue eliminado de American Idol el 17 de mayo de 2006, después de la competencia más apretada, cada uno de los tres mejores concursantes recibieron un porcentaje casi exactamente igual de los votos necesarios para el avance de los dos finalistas.

## Carrera musical

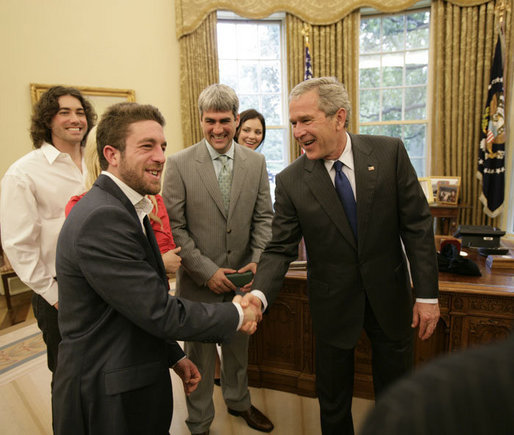
El expresidente George W. Bush da la bienvenida a Elliott Yamin en la Oficina Oval de la Casa Blanca

### 2007-2008:Elliott Yamin
Como un adelanto, Yamin lanzó la canción "Movin 'On"de su álbum debut homónimo en AOL y iTunes en febrero de 2007. Su primer sencillo radial, "Wait For You", fue lanzado el 13 de marzo de 2007.
Elliott Yamin fue lanzado el 20 de marzo de 2007, debutando en el número tres en el Billboard 200 con ventas de 90.000 copias en su primera semana. El álbum fue el mayor debut de un nuevo artista en un sello independiente en la historia de SoundScan.  El álbum fue certificado disco de oro por la RIAA el 12 de octubre de 2007. 
Para promover su álbum, Yamin hizo apariciones en televisión como en Live with Regis and Kelly, The Ellen DeGeneres Show, Rachael Ray, Jimmy Kimmel Live!, y TRL, donde el video de la canción "Wait For You" fue estrenado el 20 de marzo de 2007.

### 2009–2010:Fight for Love
"Fight for Love", la canción principal y primer sencillo del segundo álbum de Yamin, se estrenó en AOL Music el 13 de febrero de 2009. La canción, coescrito y coproducido por Johntá Austin, estuvo disponible en iTunes y otras salidas digitales el 10 de marzo de 2009, y fue lanzado oficialmente en el Top 40 y Rhythm Airplay Radio el mismo día.
Desde el 22 de febrero hasta el 27 de febrero de 2010, Yamin representó a los EE. UU. en la competencia internacional del LI Festival Internacional de la Canción de Viña del Mar, en Chile, contra de los intérpretes de Argentina, Chile, Cuba, Francia, Italia, México, Perú, España y el Reino Unido. El tema del concurso fue "Canciones con Historia", y Yamin presentó "Rock Around the Clock". El 25 de febrero, que fue anunciado como uno de los cinco semifinalistas el Festival, junto con los artistas representativos de Argentina, Cuba, Italia y Chile. El 26 de febrero se anunciaron los tres finalistas: Argentina, Cuba e Italia, Chile y los EE. UU. fueron eliminados de la competición esa noche.

### 2011-2015:Gather 'Round/Let's Get To What's Real
El 2 de febrero de 2011, Yamin lanzado en exclusiva para el mercado japonés, su tercer álbum de estudio, Gather 'Round, que contiene 12 canciones. El primer sencillo del álbum fue 3 Words.
En enero de 2012, se anunció que su tercer álbum de estudio, Gather 'Round , sería puesto a la venta en los Estados Unidos bajo el título de Let's Get To What's Real el 10 de abril de 2012 en el sello Music Group E1/Purpose. El álbum contiene todos menos tres de los temas de la versión en japonés, e incluye dos nuevas canciones: "Enough Love" y "Up, Down, All Around". El primer sencillo es la canción de 3 words, que también fue lanzado como el primer sencillo japonés.

### 2015-presente:As Time Goes By
El 5 de noviembre de 2015, Yamin lanzó, aexclusivamente para el mercado japonés, su cuarto álbum, As Time Goes By, que contiene doce canciones. Se espera el lanzamiento en Estados Unidos a inicios de 2016.
Un vídeo de la canción "Katy" fue lanzado en Japón en octubre de 2015. Yamin viajó a ese país a prom ocionar el álbum en noviembre.

## Discografía

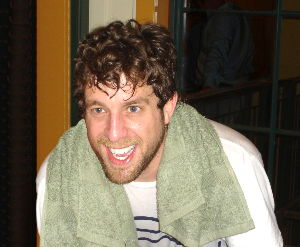
Elliott Yamin tras un concierto en mayo de 2009 en Annapolis, Maryland.

### Álbumes de estudio
- 2007: Elliott Yamin
- 2008: My Kind of Holiday
- 2009: Fight for Love
- 2011: Gather 'Round
- 2012: Let's Get To What's Real
- 2015: As Time Goes By

### Sencillos
- «Wait for You»
- «One Word»
- «Real Love»
- «Warm Me Up»
- «Fight for Love»
- «3 Words»

### Otros
- «Moody's Mood for Love»
- «Movin' On»
- «Can You Feel the Love Tonight»